# 乙女は新たな夢に
『乙女は新たな夢に』（原題：Novum）は、イギリスのプログレッシブ・ロック・バンド、プロコル・ハルムが2017年に発表した通算12作目、再結成後としては3作目のスタジオ・アルバム。『ウェルズ・オン・ファイアー』（2003年）以来14年ぶりの新作で、バンドのデビュー50周年を記念した作品である。

## 背景
プロコル・ハルムのアルバムとしては初めて、キース・リードが作詞に関与せず、クリーム及びジャック・ブルースとの共同作業で知られる詩人ピート・ブラウンが起用された。また、ジョシュ・フィリップス（1993年及び2004年以降のツアーに参加）とジェフ・ダン（2006年秋以降のツアーに参加）の加入後としては初のスタジオ・アルバムに当たり、ゲイリー・ブルッカーは2017年のインタビューにおいて「我々は10年間、一緒にライヴを行ってきたから、そろそろスタジオで何かやってみるべき時期だった」と語っている。本作のレコーディングは、ボーカル・パートを除けば、全メンバーが一斉に演奏するスタジオ・ライヴの形式で行われた。
本作のジャケットの絵は、『青い影』（1967年）の女性、『月の光』（1968年）の時計、『ホーム』（1970年）の星、『異国の鳥と果物』（1974年）の鳥と果物といった、過去のアルバムのジャケットに登場したモチーフが使用されている。
「サンデー・モーニング」の歌詞は、ビッグ・ジョー・ターナーが1946年に発表した曲"Sunday Morning Blues"に影響を受けており、この曲は2017年4月7日に、本作からの先行シングルとしてリリースされた。ただし、この曲をシングルに選んだのはレコード会社とのことで、ブルッカー自身は「ここにある最良の部分を要約するのは難しいけど、私は"Don't Get Caught"だと思う」と語っている。

## 反響・評価
スイスでは2017年4月30日付のアルバム・チャートで81位を記録し、ドイツでは5月14日付のアルバム・チャートで82位を記録した。
Thom Jurekはオールミュージックにおいて5点満点中3.5点を付け「これは現役のバンドの音であり、古ぼけたリユニオン・プロジェクトではない」と評している。また、立川直樹は本作の歌詞に関して「キース・リードの世界が幻想文学だったとすれば、ピート・ブラウンの硬質なロマンティシズムとハードボイルドなテイストの漂う詩はきわめて今日的な魅力を持っている」と評している。

## 収録曲
7.と13.は日本盤ボーナス・トラック。
1. アイ・トールド・オン・ユー "I Told on You" – 5:32
  - 作詞：ピート・ブラウン／作曲：ゲイリー・ブルッカー、ジョシュ・フィリップス、プロコル・ハルム
2. ラスト・チャンス・モーテル "Last Chance Motel" – 4:48
  - 作詞：ピート・ブラウン／作曲：ゲイリー・ブルッカー、ジョシュ・フィリップス、プロコル・ハルム
3. イメージ・オブ・ザ・ビースト "Image of the Beast" – 4:56
  - 作詞：ピート・ブラウン／作曲：ゲイリー・ブルッカー、ジョシュ・フィリップス、ジェフ・ホワイトホーン、プロコル・ハルム
4. ソルジャー "Soldier" – 5:28
  - 作詞・作曲：ゲイリー・ブルッカー、ジョシュ・フィリップス、プロコル・ハルム
5. ドント・ゲット・コウト "Don't Get Caught" – 5:12
  - 作詞：ピート・ブラウン／作曲：ゲイリー・ブルッカー、ジョシュ・フィリップス、プロコル・ハルム
6. ネイバー "Neighbour" – 2:46
  - 作詞：ピート・ブラウン／作曲：ゲイリー・ブルッカー、ジョシュ・フィリップス、プロコル・ハルム
7. オナー "Honour" – 5:28
  - 作詞・作曲：ゲイリー・ブルッカー、ジョシュ・フィリップス、ジェフ・ホワイトホーン、プロコル・ハルム
8. サンデー・モーニング "Sunday Morning" – 5:28
  - 作詞：ピート・ブラウン／作曲：ゲイリー・ブルッカー、ジョシュ・フィリップス、プロコル・ハルム
9. ビジネスマン "Businessman" – 4:44
  - 作詞：ピート・ブラウン／作曲：ゲイリー・ブルッカー、ジョシュ・フィリップス、プロコル・ハルム
10. キャント・セイ・ザット "Can't Say That" – 7:13
  - 作詞：ピート・ブラウン／作曲：ゲイリー・ブルッカー、ジョシュ・フィリップス、プロコル・ハルム
11. ジ・オンリー・ワン "The Only One" – 6:10
  - 作詞：ピート・ブラウン／作曲：ゲイリー・ブルッカー、ジョシュ・フィリップス、プロコル・ハルム
12. サムホエン "Somewhen" – 3:49
  - 作詞・作曲：ゲイリー・ブルッカー
13. サンデー・モーニング（ラジオ・エディット） "Sunday Morning (Radio Edit)" – 3:39
  - 作詞：ピート・ブラウン／作曲：ゲイリー・ブルッカー、ジョシュ・フィリップス、プロコル・ハルム

## 参加ミュージシャン
- ゲイリー・ブルッカー - ボーカル、ピアノ
- ジョシュ・フィリップス - ハモンドオルガン
- ジェフ・ホワイトホーン - ギター
- マット・ペグ - ベース
- ジェフ・ダン - ドラムス
- ピート・ブラウン - 作詞